# Турбо-Техно-Саунд
Турбо-Техно-Саунд — український музичний гурт з Івано-Франківська, створений у 1992 році. Напрям музики — євроденс.

## Історія
Івано-Франківський «Турбо-Техно-Саунд» починався в 1992 році з данс-гурту «Турбо», що спочатку танцював під чужі композиції, згодом репував під власні.
На Донецькому фестивалі «Червона рута-93» виступив вже якісно новий «Турбо-Техно-Саунд» — несподівано якнаймодніший техно-денс дозволив тріо завоювати друге місце, а керівників фестивалю примусив ввести до конкурсу нову категорію — виконавців танцювальної музики. Надалі ТТС перестав прогресувати — і якщо на концертах він ще вдало викручувався, то неякісні записи не дозволяли завоювати популярність у радіослухачів та диск-жокеїв. Ще одною перепоною на шляху до більшого успіху була невідповідність між денсовою музикою та публіцистичними текстами пісень.
Як не дивно, поліпшення настало наприкінці 1995 року, після розділу гурту — Тарасу Пушику (24.07.??) залишилися назва, репертуар і Олена Дюлова (02.11.1975). В лютому 1996 року ТТС нарешті завершує у львівській студії «Мелос» (режисер Богдан Стефура) запис дебютного альбому «Асфальтний синдром» (тиражований фірмою НАК) і вдало стартує — через місяць їхній старий хіт «Судний день» добирається до другого місця в хіт-параді «12 мінус 2» (вперше денсова пісенька піднімається так високо).
Екс-ТТСовець Роман Матіяш, взявши в пару Ольгу Гречко і назвавшись «Фантом II», новий репертуар створює в коломийській студії «Кузня». Незважаючи на пізніший старт, у серпні «Фантом II» обходить в успіхах ТТС — кліп «Двоє», перемагає у відео-хіт-параді «Територія А», а згодом за підсумками року в «Параді Хіт-парадів» пісня входить в п'ятірку найпопулярніших в Україні. У жовтні івано-франківська студія «Легіон» випустила касету з їхнім альбомом «Зоряні війни», згодом його розтиражувала столична фірма НАК. В березні 1997-го року на фірмі НАК побачив світ і черговий CD-альбом «Турбо-Техно-Саунда» — «Помандруй зі мною», а в червні і другий альбом «Фантому II» з назвою «Без контролю».

## Дискографія

### Асфальтний синдром1996
1. Залізо	3:56
2. Не Космічними Стежками	4:20
3. Я Намалюю	3:56
4. Мій Човен	4:31
5. Асфальтний Синдром	5:26
6. Сни	3:30
7. Судний День	3:36
8. Асфальтний Синдром (Mix)	4:31
9. Золото Й Болото	5:44
10. Нам Не Потрібен Спокій	3:26

### Помандруй зі мною1997
1. Помандруй Зі Мною (4:04)
2. Підіймались Руки В Гору (Аркан) (3:57)
3. Це Закон, А Не Кара (4:15)
4. Відчай (5:05)
5. Треба Вище! (5:53)
6. Десь Далеко... (4:36)
7. Але Прийде До Мене Тепле Літо (4:51)
8. Моє Життя (4:22)
9. Зів'ялі Квіти (Відчай) [Mix] (3:20)